# Jorge Sampaoli
Pour les articles homonymes, voir Sampaoli.
Jorge Sampaoli, né le 13 mars 1960 à Casilda (Argentine), est un footballeur argentin, devenu entraîneur. Sélectionneur de l'équipe d'Argentine entre 2017 et 2018, il a remporté la Copa América avec le Chili en 2015.

## Biographie
Jorge Luis Sampaoli Moya naît le 13 mars 1960 à Casilda, dans la province de Santa Fe, en Argentine.
Milieu de terrain, il est formé comme joueur au Newell's Old Boys mais ne passe cependant pas professionnel. Dans ce même club, il commence sa carrière d'entraîneur en s'occupant des équipes de jeunes, jusqu'à obtenir son premier poste d'entraîneur principal en 2002.

### Entraîneur au Pérou
Il rallie le championnat péruvien pour sa saison 2002 en prenant en main le club Juan Aurich de la ville de Chiclayo. Le club avait échappé de justesse la saison précédente à la relégation. Malgré un bon début de saison et une honorable 6e place au tournoi d'ouverture, l'équipe s'écroule et est reléguée à l'issue des matchs de barrages.
L'année suivante, Sampaoli trouve cependant un nouveau poste chez les Sport Boys, un club de milieu de tableau qu'il mènera jusqu'aux matchs de qualification aux compétitions continentales, sans pour autant décrocher le moindre ticket.
Après des piges d'une année, il va s'inscrire dans la durée en ralliant en 2004 le Coronel Bolognesi de Tacna. Il va emmener le club vers les sommets du classement en parvenant notamment à le qualifier pour la Copa Sudamericana 2006, sans pour autant lui faire franchir le tour préliminaire. L'année suivante, il les qualifie une nouvelle fois pour la Copa Sudamericana 2007.
Il ne reste cependant pas au club pour la saison 2007. En effet, à la suite de ses performances régulières, on lui propose d'entraîner le Sporting Cristal, un des clubs les plus populaires du Pérou. Mais il stagne au fond du classement et n'arrive pas à concrétiser cette opportunité.

### Le Chili et l’Équateur
Il rallie le Chili en 2008 en prenant la tête du club O'Higgins avec lequel il obtient d'assez bons résultats.
Il part en Équateur pour la saison 2010 et entraîne le club Emelec. Il arrive en finale du championnat qu'il perd face au LDU Quito.
Il va jouer parallèlement la Copa Libertadores 2010 à laquelle il participe dès son arrivée au club en jouant le tour préliminaire à l'occasion duquel il bat son ancien club, les Newell's Old Boys.
Moins heureux dans la phase de poule, son club termine dernier de son groupe.
Il joue aussi la Copa Sudamericana 2010 mais échoue dès les huitièmes. Enfin, il qualifie son équipe pour la Copa Libertadores 2011 avant de changer une nouvelle fois de club.

### Universidad de Chile
Fort de son récent succès, il rentre au Chili dès janvier 2011 pour prendre en main un ténor du championnat, l'Universidad de Chile.
Il y réalise l'année parfaite en remportant tour à tour le tournoi d'ouverture 2011, la Copa Sudamericana 2011 et le tournoi de clôture 2011. Parmi son équipe on retrouve des joueurs comme Felipe Seymour qui signe dès juin 2011 au Genoa et Eduardo Vargas qui s'est véritablement révélé sous ses ordres au point d'être engagé par Naples en décembre 2011.
Fin 2011, il est pressenti pour le titre d'entraîneur de l'année en Amérique du Sud.

### Sélectionneur du Chili
En novembre 2012, il est nommé sélectionneur du Chili. Pendant la Coupe du monde 2014, l'équipe de Sampaoli élimine l'Espagne, championne du monde en titre, et termine deuxième de son groupe derrière les Pays-Bas. Le Chili est éliminé dans la séance de tirs au but, en huitième de finale, contre le Brésil, pays organisateur.
Pendant le mondial, le club turc de Galatasaray lui propose un gros contrat, mais Sampaoli refuse cette offre, lui qui a pour objectif de remporter la Copa América 2015 à domicile. C'est chose faite, le 4 juillet 2015, en battant son pays natal l'Argentine aux tirs au but. Il permet au Chili de remporter sa toute première Copa América en 99 ans d'existence du tournoi.
Meilleur entraîneur sud-américain de l'année 2015 et nommé parmi les trois finalistes au titre de meilleur entraîneur au monde, Sampaoli quitte la sélection chilienne en janvier 2016 après avoir trouvé un arrangement avec la Fédération.

### Séville FC
Le 27 juin 2016, après la rupture du contrat d'Unai Emery, Jorge Sampaoli s'engage officiellement avec le Séville FC pour deux saisons, marquant ainsi un tournant dans sa carrière en prenant pour la première fois la tête d'une équipe européenne.
Devant faire face aux départs de Kevin Gameiro, Grzegorz Krychowiak, et Ever Banega, le technicien argentin parvient à obtenir les signatures de joueurs de talent tels que Luciano Vietto, Franco Vazquez, Wissam Ben Yedder ou encore le brésilien Ganso. Il n'a néanmoins pas pu obtenir l'arrivée d'Hatem Ben Arfa, parti rejoindre Unai Emery au Paris Saint-Germain.
Le 9 août 2016, son premier match officiel se déroule contre le Real Madrid de Zinedine Zidane pour la Supercoupe d'Europe, opposant le vainqueur de la Ligue des champions à celui de la Ligue Europa. Malgré une bonne prestation face aux Madrilènes, Séville s'incline 2-3 après prolongation.
Cinq jours plus tard, Séville s'incline 0-2 face au FC Barcelone en match aller de la Supercoupe d'Espagne au stade Ramón Sánchez Pizjuán sur des buts de Luis Suárez et Munir. Le 17 août 2016, Séville s'incline de nouveau au match retour au Camp Nou (défaite, 3-0).
Pour la première journée du championnat, Jorge Sampaoli obtient sa première victoire en match officiel avec le Séville FC à l'issue d'un match très spectaculaire remporté sur le score de six buts à quatre face au RCD Espanyol.

### Sélectionneur de l'Argentine
Au milieu des éliminatoires de la Coupe du monde 2018, à l'été 2017, l'équipe d'Argentine est en difficulté et l'entraîneur Edgardo Bauza est débarqué par l'association du football argentin (AFA), qui choisit alors Jorge Sampaoli. L'Albiceleste parvient à se qualifier pour la Coupe du monde 2018 en Russie, la compétition planétaire commençant à la mi-juin 2018.
Le 15 juillet 2018, il est démis de ses fonctions après l'élimination de l'Argentine face à la France (défaite, 4-3) lors du huitième de finale du Mondial 2018.

### Santos FC et Atlético Mineiro
Après son parcours comme sélectionneur, Jorge Sampaoli redevient entraîneur de clubs et occupe les bancs brésiliens du Santos FC,, puis de l'Atlético Mineiro,.

### Olympique de Marseille
Le 26 février 2021, Jorge Sampaoli devient entraîneur de l'Olympique de Marseille, son contrat courant jusqu’en juin 2023,,.
Le 2 mars 2021, il atterrit à Marseille pour prendre la succession de Nasser Larguet, coach intérimaire de l'Olympique de Marseille depuis la mise à pied d'André Villas-Boas,.
Ses débuts sont réussis avec deux victoires lors de ses deux premiers matchs, contre le Stade rennais FC (1-0) et le Stade brestois 29 (3-1), mais l’équipe rechutera avec une lourde défaite contre l'OGC Nice (3-0). Il renouera avec la victoire contre la lanterne rouge du championnat, le Dijon FCO (2-0).
Peu à peu, l'entraîneur argentin met en place un jeu alléchant. Il relance Dimitri Payet, qui fera une belle fin de saison. La victoire trois buts à un contre le Stade de Reims est sans doute le match référence. Cependant, l'Olympique de Marseille prend trop de buts, malgré la mise en place d'une défense à cinq, avec des latéraux qui jouent très haut. À deux journées de la fin, il décide de travailler avec un groupe plus resserré, et décide de mettre à l'écart Michaël Cuisance, Valère Germain, Saîf-Eddine Khaoui ou encore Christopher Rocchia.
Le 16 mai 2021, il sécurise la 39e qualification européenne de l'Olympique de Marseille, à la suite d'une victoire spectaculaire face au Angers SCO (3-2) qui permet au club marseillais de jouer au minimum la Ligue Europa Conférence 2022-2023, coupe d'Europe nouvellement crée qui fait office de troisième coupe d'Europe, après la Ligue des champions et la Ligue Europa. L'Olympique de Marseille peut se contenter d'un match nul face au FC Metz lors de la dernière journée pour se qualifier pour les phases de poule de la Ligue Europa 2022-2023.
Le parcours olympien en Ligue Europa 2021-2022 prendra fin lors de la 5e journée à la suite d'une défaite 4-2 face au Galatasaray SK. L'Olympique de Marseille finira 3e de son groupe avec 7 points (4 matches nuls, 1 défaite et 1 victoire) et se qualifiera pour les barrages de la Ligue Europa Conférence 2021-2022. C'est une nouvelle compétition qui commence pour les Marseillais, qui passent avec succès les barrages, les huitièmes et les quarts de finale, avant de s'incliner lors des demi-finales face au Feyenoord Rotterdam (3-2 au match aller, puis 0-0 à domicile).
Le 1er juillet 2022, il démissionne de son poste d'entraineur du club car il n'a, selon lui, « pas assez d'argent » afin de recruter les joueurs qu'il désire, comme Antoine Griezmann ou Renato Sanches, et estime que le club n'a pas l'effectif suffisant pour pouvoir disputer la Ligue des champions, pour laquelle l'OM s'était qualifié,.

### Retour au Séville FC
Libre depuis la fin de saison dernière et son départ de l'Olympique de Marseille, Jorge Sampaoli retourne au Séville FC, un club qu'il connaît bien pour l'avoir entraîné lors de la saison 2016-2017. Il succède à Julen Lopetegui, limogé à la suite d'une énième contre-performance,.
Le 21 mars 2023, il est limogé par son club après seulement 5 mois depuis son arrivée, et deux jours après la défaite de son équipe face au Getafe CF en championnat,,.

### CR Flamengo
Le 15 avril 2023, Jorge Sampaoli s'engage avec le CR Flamengo jusqu'en décembre 2024,. Le 29 septembre 2023, il est limogé de son poste d'entraîneur,,.

### Stade rennais FC
Le 11 novembre 2024, Jorge Sampaoli est nommé entraîneur du Stade rennais FC à la suite du licenciement de Julien Stéphan,,. Il s'engage avec le club Rouge et Noir jusqu'en juin 2026 et est accompagné de Diogo Meschine (assistant-coach), Pablo et Marcos Fernandez (préparateurs physiques),,. Lors de sa conférence de presse de présentation, il annonce : « C’est un grand club, et il s’agit de développer un projet. Je pense que c’est vraiment un projet constructif, dans un pays que je connais et que j’aime »,,.
Le 22 novembre 2024, avant son premier match à la tête de l'équipe première contre le LOSC Lille, il déclare : « Le principal est l'organisation de l'équipe. Mais plus que le système, il faut développer une culture. On essaie d'amener des modifications pour aborder une des meilleures équipes actuelles du championnat »,. Le club breton s'incline sur le score d'un but à zéro, ses joueurs n'ayant jamais été en mesure de mettre en difficulté l'équipe locale,. Le 30 novembre 2024, pour sa première à domicile au Roazhon Park, son équipe l'emporte largement sur le score de cinq buts à zéro contre l'AS Saint-Étienne,. En conférence de presse d'après-match, il félicite ses joueurs : « Quand une équipe est dans une situation délicate, il faut poser de suite un cadre. Cette équipe a fait un très bon match. On a été en progrès sur le plan offensif aujourd'hui. J'espère qu'on va continuer comme ça »,.
En Coupe de France, le Stade rennais FC affronte le FC Girondins de Bordeaux lors des 32es de finale et remporte le match sur le score de quatre buts à un. « Collectivement, il faut encore progresser dans le jeu, notamment en nous améliorant sur les transitions adverses. L’équipe est encore en apprentissage » déclare l'entraîneur argentin après la rencontre. Les Rouge et Noir seront confrontés à l'ESTAC Troyes lors des 16es de finale. Le 15 janvier 2025, son équipe est éliminée de la compétition sur le score d'un but à zéro,.
Le 30 janvier 2025, seulement deux mois et demi après son arrivée au Stade rennais FC, Jorge Sampaoli quitte ses fonctions d'entraîneur de l’équipe professionnelle d'un commun accord avec le club breton,,. En dix matchs à la tête de l'équipe, toutes compétitions confondues, l'entraîneur argentin n’en avait remporté que trois,,. Il laisse le club à la 16e place, synonyme de barragiste, et avec seulement 17 points au compteur,. Son successeur, Habib Beye, est nommé quelques instants après l'annonce de son départ,.

## Statistiques détaillées

### En tant qu'entraîneur
| Saison                           | Club                             | Championnat                      | Championnat | Championnat | Championnat | Championnat | Coupe(s) nationale(s) | Coupe(s) nationale(s) | Coupe(s) nationale(s) | Coupe(s) nationale(s) | Supercoupe | Supercoupe | Supercoupe | Supercoupe | Compétition(s) continentale(s) | Compétition(s) continentale(s) | Compétition(s) continentale(s) | Compétition(s) continentale(s) | Compétition(s) continentale(s) | Total | Total | Total | Total | % Victoires |
| Saison                           | Club                             | Division                         | M           | V           | N           | D           | M                     | V                     | N                     | D                     | M          | V          | N          | D          | C                              | M                              | V                              | N                              | D                              | M     | V     | N     | D     | % Victoires |
| -------------------------------- | -------------------------------- | -------------------------------- | ----------- | ----------- | ----------- | ----------- | --------------------- | --------------------- | --------------------- | --------------------- | ---------- | ---------- | ---------- | ---------- | ------------------------------ | ------------------------------ | ------------------------------ | ------------------------------ | ------------------------------ | ----- | ----- | ----- | ----- | ----------- |
| 2002                             | Juan Aurich                      | Primera División                 | 44          | 12          | 12          | 20          | 2                     | 1                     | 0                     | 1                     | -          | -          | -          | -          |                                |                                |                                |                                |                                | 46    | 13    | 12    | 21    | 28,26%      |
| 2003                             | Sport Boys                       | Primera División                 | 38          | 17          | 10          | 11          | -                     | -                     | -                     | -                     | -          | -          | -          | -          | -                              | -                              | -                              | -                              | -                              | 38    | 17    | 10    | 11    | 44,73%      |
| 2004                             | CC Bolognesi                     | Primera División                 | 52          | 17          | 9           | 26          | -                     | -                     | -                     | -                     | -          | -          | -          | -          | CS                             | 2                              | 1                              | 0                              | 1                              | 54    | 18    | 9     | 27    | 33,33%      |
| 2005                             | CC Bolognesi                     | Primera División                 | 48          | 22          | 13          | 13          | -                     | -                     | -                     | -                     | -          | -          | -          | -          | -                              | -                              | -                              | -                              | -                              | 48    | 22    | 13    | 13    | 45,83%      |
| Total au CC Bolognesi            | Total au CC Bolognesi            | Total au CC Bolognesi            | 100         | 39          | 22          | 39          | -                     | -                     | -                     | -                     | -          | -          | -          | -          | -                              | 2                              | 1                              | 0                              | 1                              | 102   | 40    | 22    | 40    | 39,21%      |
| 2006                             | CC Bolognesi                     | Primera División                 | 22          | 12          | 3           | 7           | -                     | -                     | -                     | -                     | -          | -          | -          | -          | CS                             | 4                              | 2                              | 0                              | 2                              | 26    | 14    | 3     | 9     | 53,84%      |
| 2007                             | CS Cristal                       | Primera División                 | 16          | 4           | 6           | 6           | -                     | -                     | -                     | -                     | -          | -          | -          | -          | CL                             | 2                              | 1                              | 0                              | 1                              | 18    | 5     | 6     | 7     | 27,77%      |
| 2007                             | CD O'Higgins                     | Primera División                 | 2           | 0           | 1           | 1           | -                     | -                     | -                     | -                     | -          | -          | -          | -          | -                              | -                              | -                              | -                              | -                              | 2     | 0     | 1     | 1     | 0%          |
| 2008                             | CD O'Higgins                     | Primera División                 | 40          | 18          | 11          | 11          | -                     | -                     | -                     | -                     | -          | -          | -          | -          | -                              | -                              | -                              | -                              | -                              | 40    | 18    | 11    | 11    | 45%         |
| 2009                             | CD O'Higgins                     | Primera División                 | 23          | 8           | 5           | 10          | -                     | -                     | -                     | -                     | -          | -          | -          | -          | -                              | -                              | -                              | -                              | -                              | 23    | 8     | 5     | 10    | 34,78%      |
| Total au CD O'Higgins            | Total au CD O'Higgins            | Total au CD O'Higgins            | 55          | 18          | 20          | 17          | -                     | -                     | -                     | -                     | -          | -          | -          | -          | -                              | -                              | -                              | -                              | -                              | 58    | 19    | 20    | 19    | 32,75%      |
| 2010                             | CS Emelec                        | Serie A                          | 44          | 27          | 11          | 6           | -                     | -                     | -                     | -                     | -          | -          | -          | -          | CL+CS                          | 8+4                            | 1+2                            | 3+0                            | 4+2                            | 56    | 30    | 14    | 12    | 53,57%      |
| 2011                             | Universidad de Chile             | Primera División                 | 48          | 30          | 14          | 4           | 6                     | 4                     | 1                     | 1                     | -          | -          | -          | -          | CS                             | 12                             | 10                             | 2                              | 0                              | 66    | 44    | 17    | 5     | 66,66%      |
| 2012                             | Universidad de Chile             | Primera División                 | 42          | 26          | 9           | 7           | 8                     | 4                     | 3                     | 1                     | 3          | 0          | 2          | 1          | CL+CS                          | 12+4                           | 6+1                            | 3+1                            | 3+2                            | 69    | 37    | 18    | 14    | 53,62%      |
| Total au Universidad de Chile    | Total au Universidad de Chile    | Total au Universidad de Chile    | 90          | 56          | 23          | 11          | 14                    | 8                     | 4                     | 2                     | 3          | 0          | 2          | 1          | -                              | 28                             | 17                             | 6                              | 5                              | 135   | 81    | 35    | 19    | 60%         |
| 2016-2017                        | Sevilla FC                       | LaLiga                           | 38          | 21          | 9           | 8           | 4                     | 2                     | 1                     | 1                     | 3          | 0          | 0          | 3          | C1                             | 8                              | 4                              | 2                              | 2                              | 53    | 27    | 12    | 14    | 50,94%      |
| 2019                             | Santos FC                        | Série A + Paulista               | 38+16       | 22+8        | 8+4         | 8+4         | 8                     | 4                     | 1                     | 3                     | -          | -          | -          | -          | CS                             | 2                              | 0                              | 2                              | 0                              | 64    | 34    | 15    | 15    | 53,12%      |
| 2020                             | Atlético Mineiro                 | Série A + Minas Gerais           | 38+7        | 20+6        | 8+1         | 10+0        | -                     | -                     | -                     | -                     | -          | -          | -          | -          | -                              | -                              | -                              | -                              | -                              | 45    | 26    | 9     | 10    | 57,77%      |
| 2020-2021                        | Olympique de Marseille           | Ligue 1                          | 11          | 6           | 3           | 2           | -                     | -                     | -                     | -                     | -          | -          | -          | -          | -                              | -                              | -                              | -                              | -                              | 11    | 6     | 3     | 2     | 54,54%      |
| 2021-2022                        | Olympique de Marseille           | Ligue 1                          | 38          | 21          | 8           | 9           | 4                     | 2                     | 1                     | 1                     | -          | -          | -          | -          | C3+C4                          | 6+8                            | 1+6                            | 4+1                            | 1+1                            | 56    | 30    | 14    | 12    | 53,57%      |
| Total à l'Olympique de Marseille | Total à l'Olympique de Marseille | Total à l'Olympique de Marseille | 49          | 27          | 11          | 11          | 4                     | 2                     | 1                     | 1                     | -          | -          | -          | -          | -                              | 14                             | 7                              | 5                              | 2                              | 67    | 36    | 17    | 14    | 53,73%      |
| 2022-2023                        | Sevilla FC                       | LaLiga                           | 19          | 6           | 5           | 8           | 5                     | 4                     | 0                     | 1                     | -          | -          | -          | -          | C1+C3                          | 3+4                            | 1+2                            | 1+0                            | 1+2                            | 31    | 13    | 6     | 12    | 41,95%      |
| 2023                             | Flamengo                         | Série A                          | 23          | 10          | 7           | 6           | 9                     | 6                     | 2                     | 1                     | -          | -          | -          | -          | CL                             | 7                              | 4                              | 2                              | 1                              | 39    | 20    | 11    | 8     | 51,28%      |
| 2024-2025                        | Stade rennais FC                 | Ligue 1                          | 8           | 2           | 0           | 6           | 2                     | 1                     | 0                     | 1                     | -          | -          | -          | -          | -                              | -                              | -                              | -                              | -                              | 10    | 3     | 0     | 7     | 30%         |
| Total sur la carrière            | Total sur la carrière            | Total sur la carrière            | 644         | 307         | 160         | 178         | 48                    | 28                    | 9                     | 11                    | 6          | 0          | 2          | 4          | -                              | 86                             | 42                             | 21                             | 23                             | 784   | 376   | 192   | 216   | 47,95%      |

### En tant que sélectionneur
| Saison                | Nation                | Compétion             | Compétion | Compétion | Compétion | Compétion | Qualification | Qualification | Qualification | Qualification | Amicaux | Amicaux | Amicaux | Amicaux | Total | Total | Total | Total | % Victoires |
| Saison                | Nation                | Compétion             | M         | V         | N         | D         | M             | V             | N             | D             | M       | V       | N       | D       | M     | V     | N     | D     | % Victoires |
| --------------------- | --------------------- | --------------------- | --------- | --------- | --------- | --------- | ------------- | ------------- | ------------- | ------------- | ------- | ------- | ------- | ------- | ----- | ----- | ----- | ----- | ----------- |
| 2013                  | Chili                 | -                     | -         | -         | -         | -         | 7             | 5             | 1             | 1             | 8       | 5       | 2       | 1       | 15    | 10    | 3     | 2     | 66,66%      |
| 2014                  | Chili                 | Coupe du monde        | 4         | 2         | 0         | 2         | -             | -             | -             | -             | 10      | 6       | 2       | 2       | 14    | 8     | 2     | 4     | 57,14%      |
| 2015                  | Chili                 | Copa américa          | 6         | 5         | 1         | 0         | 4             | 2             | 1             | 1             | 5       | 3       | 0       | 2       | 15    | 10    | 2     | 3     | 66,66%      |
| Total au Chili        | Total au Chili        | Total au Chili        | 10        | 7         | 1         | 2         | 11            | 7             | 2             | 2             | 23      | 14      | 4       | 5       | 44    | 28    | 7     | 9     | 63,63%      |
| 2017                  | Argentine             | -                     | -         | -         | -         | -         | 4             | 1             | 3             | 0             | 4       | 3       | 0       | 1       | 8     | 4     | 3     | 1     | 50%         |
| 2018                  | Argentine             | Coupe du monde        | 4         | 1         | 1         | 2         | -             | -             | -             | -             | 2       | 1       | 0       | 1       | 6     | 2     | 1     | 3     | 33,33%      |
| Total en Argentine    | Total en Argentine    | Total en Argentine    | 4         | 1         | 1         | 2         | 4             | 1             | 3             | 0             | 6       | 4       | 0       | 2       | 14    | 6     | 4     | 4     | 42,85%      |
| Total sur la carrière | Total sur la carrière | Total sur la carrière | 14        | 8         | 2         | 4         | 15            | 8             | 5             | 2             | 29      | 18      | 4       | 7       | 58    | 34    | 11    | 13    | 58,62%      |

## Palmarès d'entraîneur et distinctions

### Palmarès
- Chili
  - Vainqueur de la Copa América 2015.

- Universidad de Chile
  - Vainqueur de la Copa Sudamericana 2011.
  - Vainqueur du Tournoi d'Ouverture du Championnat du Chili 2011.
  - Vainqueur du Tournoi de Clôture du Championnat du Chili 2011.
  - Vainqueur du Tournoi d'Ouverture du Championnat du Chili 2012.
  - Finaliste de la Recopa Sudamericana en 2012.
  - Finaliste de la Coupe Suruga Bank en 2012.
- CS Emelec
  - Finaliste du Championnat d’Équateur 2010.
- Séville FC
  - Finaliste de la Supercoupe de l'UEFA 2016.
  - Finaliste de la Supercoupe d'Espagne 2016.
- Santos FC
  - Vice-champion du Brésil 2019.
- Atlético Mineiro
  - Vainqueur du Championnat du Minas Gerais 2020.
- Olympique de Marseille
  - Vice-champion de France en 2022.

### Distinctions individuelles
- Entraîneur de l'année en Amérique du Sud en 2015.
- Prix IFFHS de meilleur sélectionneur en 2015.